# アサガミプレスセンター

アサガミプレスセンターは、東京都江東区にある新聞・出版物の印刷会社である。

## 沿革
1954年、東京タイムズ（東京都を基盤とする地方紙、以下「東タイ」）の印刷を目的とした子会社・「東タイ印刷株式会社」として設立。1974年から、東京新聞（中日新聞東京本社）からの委託を受けて、東京中日スポーツの印刷を開始。
1988年に「新光印刷工業」と合併、同年11月に「東京タイムズ印刷」に社名を変更。1991年、東タイを実質的に傘下に収めている徳間書店グループ（通称「徳間事業団」）の名前を冠し、「トクマプレスセンター」と社名を変更。この年、東京タイムズ発送と合併。この年から読売新聞東京本社からの委託を受けて読売新聞の印刷を開始。
同社が印刷を手掛けていた東タイは1992年に廃刊。その後、徳間書店が経営不振に陥ったことにより、2001年12月、物流業・アサガミに全株式を譲渡し、現在の社名に変更する。
現在も東京新聞・東京中日スポーツ、読売新聞の委託印刷を請け負っている他、データ配信部門を持ち、JRA（日本中央競馬会）のデジタルデータを販売する権利を持ち、共同通信経由で配信している。
東タイが発行されていた時代はデイリースポーツ（東京版）や内外タイムス、さらには業界専門紙の委託印刷を行っていた。

現在、江東区塩浜に3棟の工場を構えている。また、茨城県茨城町に子会社「アサガミプレス茨城」を持ち、茨城新聞・読売新聞（茨城県向け）の印刷を受託している。